# Aleuroplatus quaintancei
Aleuroplatus quaintancei is een halfvleugelig insect uit de familie witte vliegen (Aleyrodidae), onderfamilie Aleyrodinae.
De wetenschappelijke naam van deze soort is voor het eerst geldig gepubliceerd door Peal in 1903.